# Zabadani

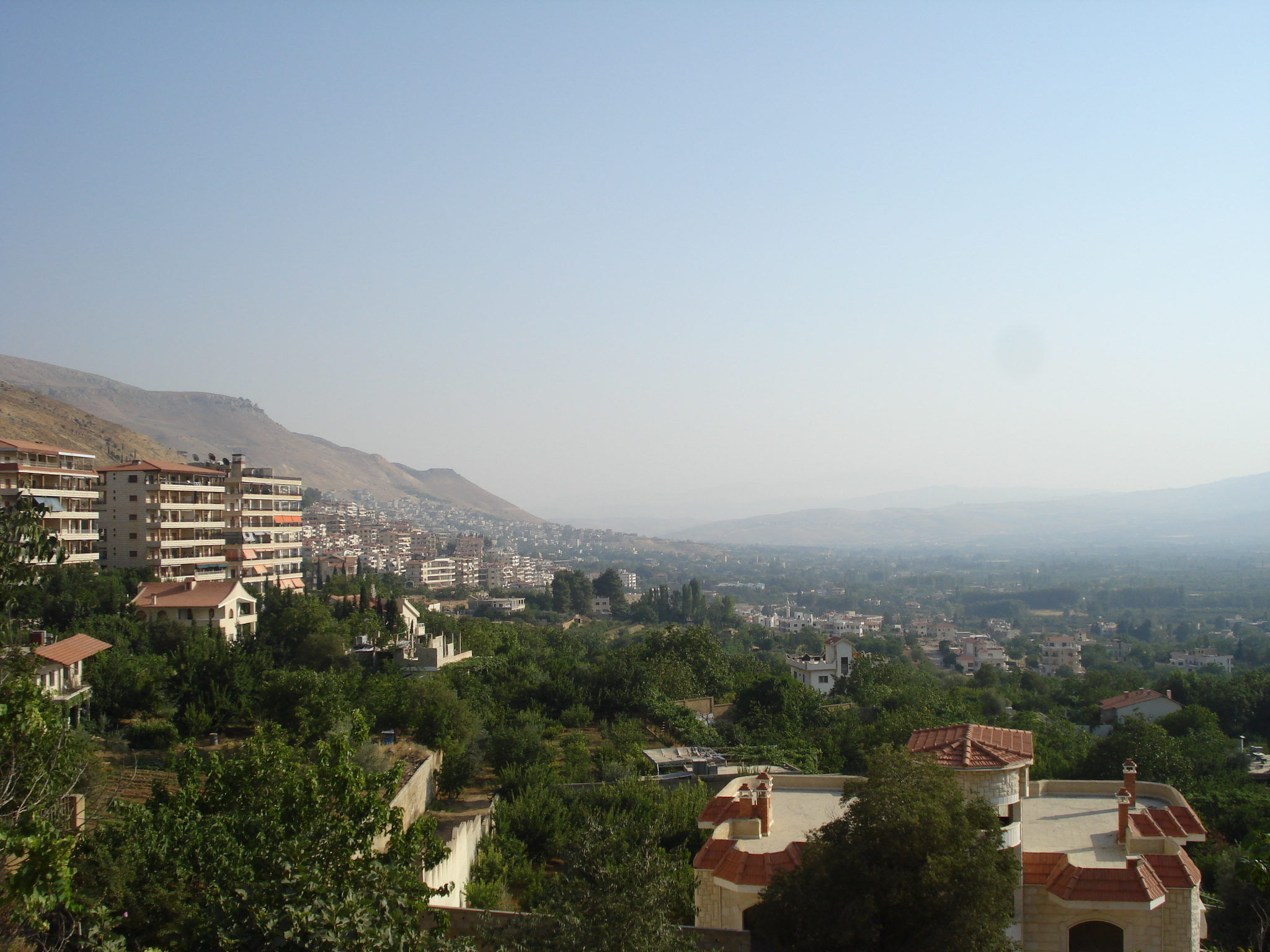
Fotografía de Zabadani en el año 2007

Zabadani (en árabe: الزبداني) es una ciudad de Siria localizada en la gobernación de Rif Dimashq, cercana a la frontera con el Líbano. Es en un valle verde y es cabecera del distrito o región (Mintaka) del mismo nombre con 105.342 habitantes en 2004, formado por la nahiya de Zabadani (con 8 pueblos y 6 granjas) y otros nahiyes; la Mintaka limita al norte con Sirghaya, al este con Bludán y Bakker, al sur con Madaya y el valle de Barada. Hasta la inicia la guerra civil Siria en 2011 la ciudad fue un popular destino turístico (principalmente interior) por su clima suave en verano y las vistas. La población es suní pero con un buen número de cristianos que tienen la propia iglesia y un monasterio (hasta mediados del siglo XX los cristianos eran un 25% con iglesia griego-ortodoxa y iglesia católica). Su población estimada (hacia 1990) era de 17 000 habitantes. Está el centro de escuchas de Siria y en 1954 se celebró el primer Jamboree árabe.
Bajo los bizantinos dependía del obispado de atavío, obispado que luego pasó a Zabadani poco después del establecimiento del dominio árabe. [1] El 18 de enero de 2012 fue la primera ciudad que cayó en manos del Ejército Libre Sirio, después de 11 días de combates.
A finales de julio de 2014, la ciudad se había convertido en una base de operaciones de Hezbolá y los guardias iraníes. En agosto de combatientes locales en Zabadani retoman el 70% de la ciudad con solo unos pocos puestos de control aislado del ejército restante. El 28 de febrero de 2014, se llegó a una tregua entre las fuerzas gubernamentales y los rebeldes. Más tarde se informó de que la tregua se rompió y que los rebeldes atacaron los puestos de control del gobierno, con el gobierno sitiar y bombardear la ciudad.  El 26 de abril de 2014, los rebeldes se rindieron después de intensos combates con las tropas del gobierno, perdiendo su último bastión en la frontera de Líbano,  solo para recuperar el control de los meses más tarde de la ciudad. 
A principios de julio de 2015, durante la guerra civil de Siria, como una ofensiva militar lanzada por el Ejército sirio y Hezbolá de capturar la ciudad controlada por los rebeldes de Al-Zabadani.
- Datos: Q374768
- Multimedia: Zabadani / Q374768